# Assa (Gattung)
 Assa  ist eine Gattung aus der im Osten Australiens verbreiteten Froschfamilie der Australischen Südfrösche (Myobatrachidae), die auch unter dem deutschsprachigen Namen Hüfttaschenfrösche bekannt ist.

## Beschreibung
Die beiden Arten der Gattung Assa sind sehr klein. Assa darlingtoni erreicht eine Kopf-Rumpf-Länge von bis zu 2,5 cm, Assa wollumbin wird nur 1,6 cm lang. Sie haben eine braune Rückenfärbung mit einer dunklen Zeichnung, oft v-förmig, auf dem Rücken und zwischen den Augen. Je eine schwarze Linie zieht sich von hinter den Augen beiderseits entlang der Flanken bis zu den Hüften. Die Bauchseite ist cremefarben mit brauner Sprenkelung. Die Pupille der Augen liegt horizontal und die Iris ist goldgelb. Die Finger und Zehen besitzen keine Schwimmhäute und keine Haftscheiben.

### Besondere Merkmale
Als hervorragendes Merkmal der beiden Arten gelten die Bruttaschen der Männchen, die beiderseits an den Flanken liegen und in die die Kaulquappen nach dem Schlüpfen aus dem Ei kriechen. Hier entwickeln sie sich zu fertigen Fröschen.

### Ähnliche Arten
Die beiden Arten Assa darlingtoni und Assa wollumbin ähneln einigen Arten der Gattung Crinia, zu der auch Assa darlingtoni früher gezählt wurde, darunter Crinia parinsignifera, Crinia signifera und Crinia tinnula. Die Arten von Crinia unterscheiden sich durch eine rauere Haut auf der Bauchseite von Assa-Arten. Weitere ähnliche Arten findet man in der Gattung Philoria mit Philoria loveridgei, Philoria richmondensis und Philoria sphagnicolus, die im Verbreitungsgebiet von Assa ebenfalls vorkommen. Diese Arten haben jedoch stärkere Arme und eine etwas andere Rückenzeichnung.

## Verbreitung
Die Gattung kommt vom äußersten Nordosten des australischen Bundesstaates New South Wales bis ins angrenzende Queensland vor. In dieser Region lebt die Gattung mit ihren beiden Arten in den Gebirgsregionen. Assa wollumbin ist auf die Typuslokalität in den Wäldern des Wollumbin-Nationalparks beschränkt. Der Wollumbin, früher Mount Warning genannt, ist der 1157 Meter hohe Rest des Schlots eines erloschenen Vulkans.

## Brutpflege
Die Frösche brauchen für ihre Entwicklung keine offenen Wasserflächen. Die Eier werden auf die feuchte Erde unterhalb von Laub und verrottenden Baumstämmen oder Felsen gelegt und von den Elterntieren bewacht. Ein Weibchen legt zwischen Frühling und Herbst nur rund 50 Eier, aus denen rein weiße Kaulquappen schlüpfen, die eine besondere Brutpflege benötigen.
Die beiden Assa-Arten gelten als zwei von sehr wenigen Froscharten, bei denen die Männchen an der Brutpflege beteiligt sind, indem sie die Larven in hochspezialisierten Taschen unterhalb der Haut mit sich tragen. Diese Hüfttaschen sind mit dem Lymphsystem an den Flanken des Frosches verbunden. Nach zwei bis drei Monaten verlassen die entwickelten Fröschchen die Taschen. Diese Spezialisierungen haben zur Errichtung der Gattung Assa geführt.

## Arten
Die Gattung umfasst zwei Arten:
Stand: 15. April 2022
- Assa darlingtoni (Loveridge, 1933)
- Assa wollumbin Mahony, Hines, Mahony, Moses, Catalano, Myers & Donnellan, 2021